# الطفل الداخلي

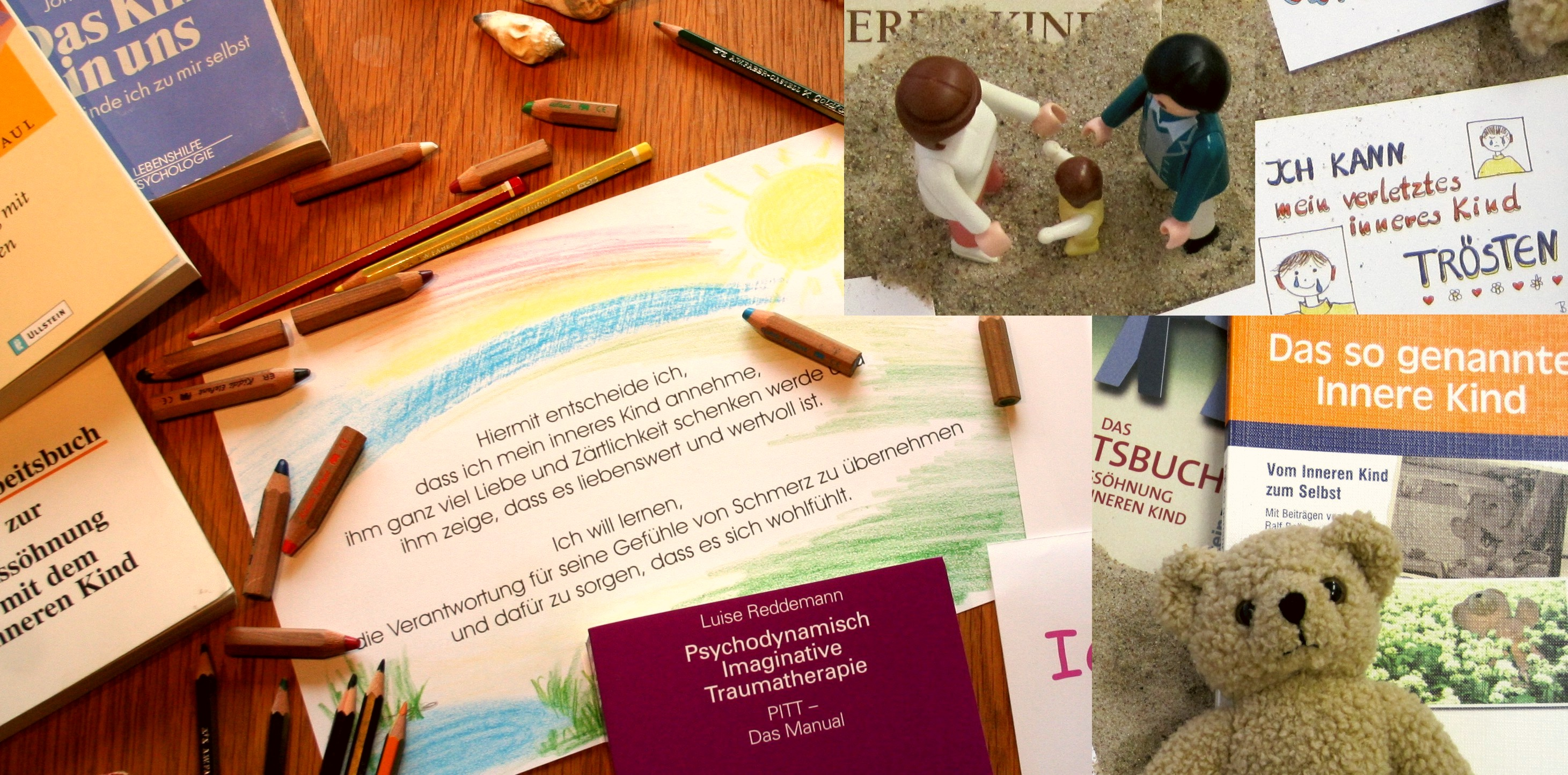
مواد العمل المناسبة لعمل الطفل الداخلي في العلاج النفسي: الأدبيات المتعلقة بالطفل الداخلي

في علم النفس الشعبي وعلم النفس التحليلي الطفل الداخلي هو الجانب الطفولي للفرد، الذي يشمل كل ما اكتسبه الشخص في فترة الطفولة قبل البلوغ. عادة ما يمثل الطفل الداخلي على أنَّه شخصية فرعية شبه مستقلة تتبع العقل الواعي للفرد. للمصطلح تطبيقات علاجية في الإرشاد والإعداد الصحي. أصبح المفهوم معروفا لجمهور أوسع من خلال كتب جون برادشو وآخرين.

## الأصول
أنشأ عالم النفس كارل يونغ هذا المصطلح في أنموذجه طراز الطفل الإلهي [الإنجليزية]. كما سماه إيميت فوكس بالطفل العجيب. وعدله تشارلز ويتفيلد إلى اسم «الطفل في الداخل».[بحاجة لمصدر] اقتحم مصطلح الطفل الداخلي التيار السائد في المقام الأول من خلال هيو ميسيلداين، «طفلك الداخلية من الماضي» (1963)؛ ومن خلال التحليل التفاعلي (حوالي 1965-1969) مع نموذج الطفل-الأم-البالغ.[بحاجة لمصدر] استخدام جون برادشو «الطفل الداخلي الجريح» وهو نسخة محرفة من الطفل الداخلي نحو الموضوعات وثيقة الصلة [ بجلسات العلاج] الفردية والجماعية.
غالبا ما يوصف الطفل الداخلي بأنه شخصية فرعية في إطار التركيب النفسي أو يمكن أيضا أن ينظر إليه باعتباره عنصرا أساسيا محاطًا بالشخصيات الفرعية. تقريبا كل نهج الكلام العلاجي يقر أو ينسب بعض المعنى الطفل الداخلي، حتى لو أنه يستخدم تسمية مختلفة.[بحاجة لمصدر] وسعت أنظمة العلاج الأسري الداخلي (IFS) المفهوم إلى حد كبير في الاعتراف بأنه ليس هناك فقط طفل داخلي واحد فقط كشخصية فرعية، ولكن العديد منهم. حيث تشير إلى الشخصية الفرعية للطفل الداخلي الجريح باسم «المنفيين» أو «المغتربين» لأنها تميل إلى أن تكون مستبعدة منالفكر الواعي من أجل تجنب الدفاع ضد الألم والصدمة المحمولة في تلك الذكريات. ولهذه الأنظمة طرق معقدة ومتطورة من أجل الوصول الآمن إلى هؤلاء المنفيين.